# Pnigalio elongatus
Pnigalio elongatus är en stekelart som beskrevs av Yoshimoto 1983. Pnigalio elongatus ingår i släktet Pnigalio och familjen finglanssteklar. Inga underarter finns listade i Catalogue of Life.